# 진아교통 (서울)
진아교통(眞亞交通)은 서울특별시의 시내버스 회사이고, 본사는 서울특별시 노원구 마들로 145 (월계동)에 있다. 현재 한 개의 간선버스 노선과 다섯 개의 지선버스 노선이 운행 중이다

## 연혁
- 1962년 7월 4일: 국성여객으로 설립
- 1970년: 상호명을 국성여객에서 진아교통으로 변경
- 1971년: 본사를 서울특별시 동대문구 이문동에서 서울특별시 성북구 석관동으로 이전
- 1986년: 본사를 서울특별시 성북구 석관동에서 서울특별시 노원구 월계동으로 이전
- 2004년 7월 1일: 2004년 서울특별시 버스 개편으로 지선버스 5개와 간선버스 1개 노선으로 운행하기 시작
- 2010년 2월 9일: 차고지에 천연가스충전소를 설치하여 자체 충전시설을 마련
- 2015년 2월 27일: 지선버스 1146번을 폐선

## 운행 노선
2023년 7월 27일 기준이다.
| 운행노선 | 운행구간       | 운행구간 | 운행구간        | 배차간격 (분) | 인가 대수 | 비고                                                                    |
| -------- | -------------- | -------- | --------------- | ------------- | --------- | ----------------------------------------------------------------------- |
| 147번    | 월계동         | ↔        | 한티역          | 5~7           | 39        | 구 38-2번 변경                                                          |
| 1132번   | 월계동         | ↔        | 노원역          | 5~11          | 17        | 구 38-1번                                                               |
| 1135번   | 월계동         | ↔        | 중계1동주민센터 | 9~14          | 10        | 구 411번 연장                                                           |
| 1136번   | 월계동(이마트) | ↔        | 원자력병원      | 7~16          | 6         | 구 419번                                                                |
| 1222번   | 월계동         | ↔        | 고려대학교앞    | 10~13         | 11        | 구 38번 단축                                                            |
| 8101번   | 도봉보건소     | ↔        | 시청역          | 10~20         | 1         | 맞춤버스로 아진교통, 선일교통, 한성여객, 삼양교통 등과 공동배차를 한다. |

## 미운행 노선

### 지선버스
- ● 1146번: 월계동 ↔ 석계역 ↔ 북서울 꿈의숲 (2015년 2월 27일 폐선)
- ● 1215번: 월계동 ↔ 제기동역 (2012년 3월 16일 폐선)

### 맞춤버스
- ● 8112번: 장위 뉴타운 ↔ 성신여대입구역 (2023년 1월 27일 폐선)
- ● 8222번: 중랑공영차고지 ↔ 봉화산역 (2015년 용림교통 파산으로 인해 대체 노선이며, 인가만 있었던 미운행 노선)

## 보유 차량

#### KGM커머셜
- KGM 스마트 110G (저상버스)

#### 현대자동차
- 현대 그린시티
- 현대 뉴 슈퍼 에어로시티 F/L
- 현대 저상 뉴 슈퍼 에어로시티 F/L